# Площа Кролевецького
Площа Кролевецького — площа в Нахімовському районі Севастополя, на Північній стороні, у верхній частині вулиці Леваневського (біля кінотеатру «Моряк»). 5 травня 1975 року названа ім'ям Павла Кролевецького — учасника оборони Севастополя 1941—1942 років.